# ۹۳۲ (میلادی)
۹۳۲ (میلادی) نهصد و سی و دومین سال تقویم میلادی است.

## درگذشتگان
‎